# Robert A. Cunningham

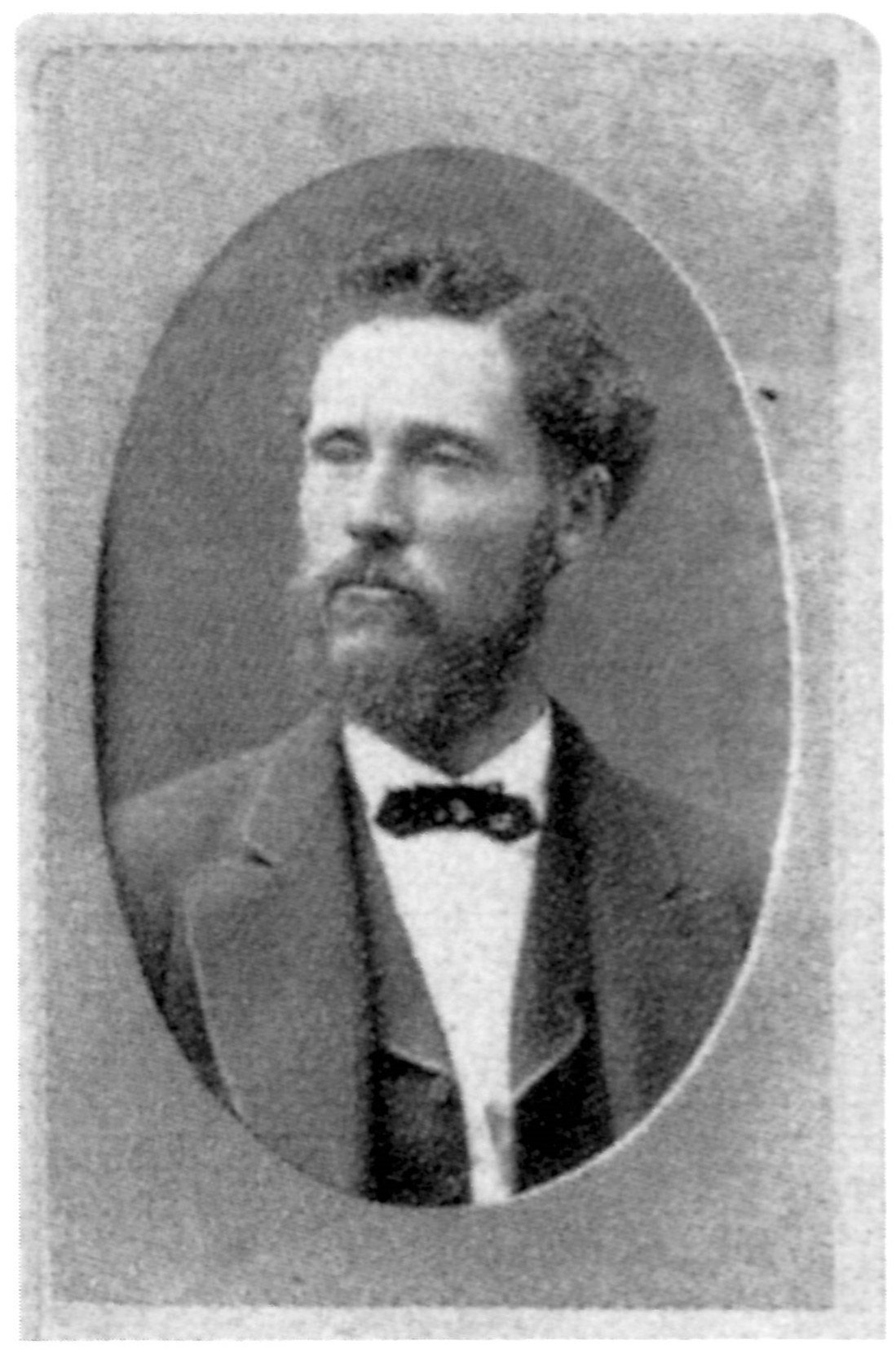
Robert A. Cunningham, Foto aus San Francisco, undatiert

Robert A. Cunningham (* 27. Juli 1837 in Godmanchester, Quebec; † 24. Mai 1907 in New York) war ein kanadischer Schausteller und Völkerschau-Impresario. Er vermarktete sich selbst (wie sein Vorbild und Geschäftspartner P. T. Barnum) mit den Initialen seiner Vornamen als „R. A. Cunningham“.
Cunningham organisierte zwischen 1883 und 1898 drei langjährige Völkerschau-Tourneen, die jeweils zuerst durch Nordamerika und anschließend durch Europa führten.
- Die erste Völkerschau der „Aborigines“ dauerte von 1883 bis 1888. Von den anfänglich neun indigenen Australiern verstarben sechs.
- Die Samoa-Völkerschau dauerte von 1889 bis 1891. Von den anfänglich zehn indigenen Samoanern verstarben fünf.
- Die zweite Völkerschau der „Aborigines“ dauerte von 1892 bis 1898. Von den anfänglich acht indigenen Australiern verstarben fünf.

## Leben
Robert A. Cunningham wurde am 27. Juli 1837 in Godmanchester bei Huntingdon in der kanadischen Provinz Québec geboren. Er war eines von mehreren Kindern der Bauern Andrew Cunningham und Margaret Emberson. Sein Vater Andrew stammte ursprünglich aus dem County Londonderry in Nordirland und war 1827 nach Kanada eingewandert. Robert A. Cunningham reiste 1856 als 18-Jähriger nach Kalifornien, um während des dortigen Goldrauschs sein Glück als Bergmann zu versuchen. In den Städten rund um die Goldfelder kam er mit dem Schaustellergewerbe in Kontakt und trat dort zunächst als Musiker auf. Seit den 1870er Jahren war er dann als Theateragent tätig und organisierte Auftritte für Zirkusse, Freakshows und Varietétheater.

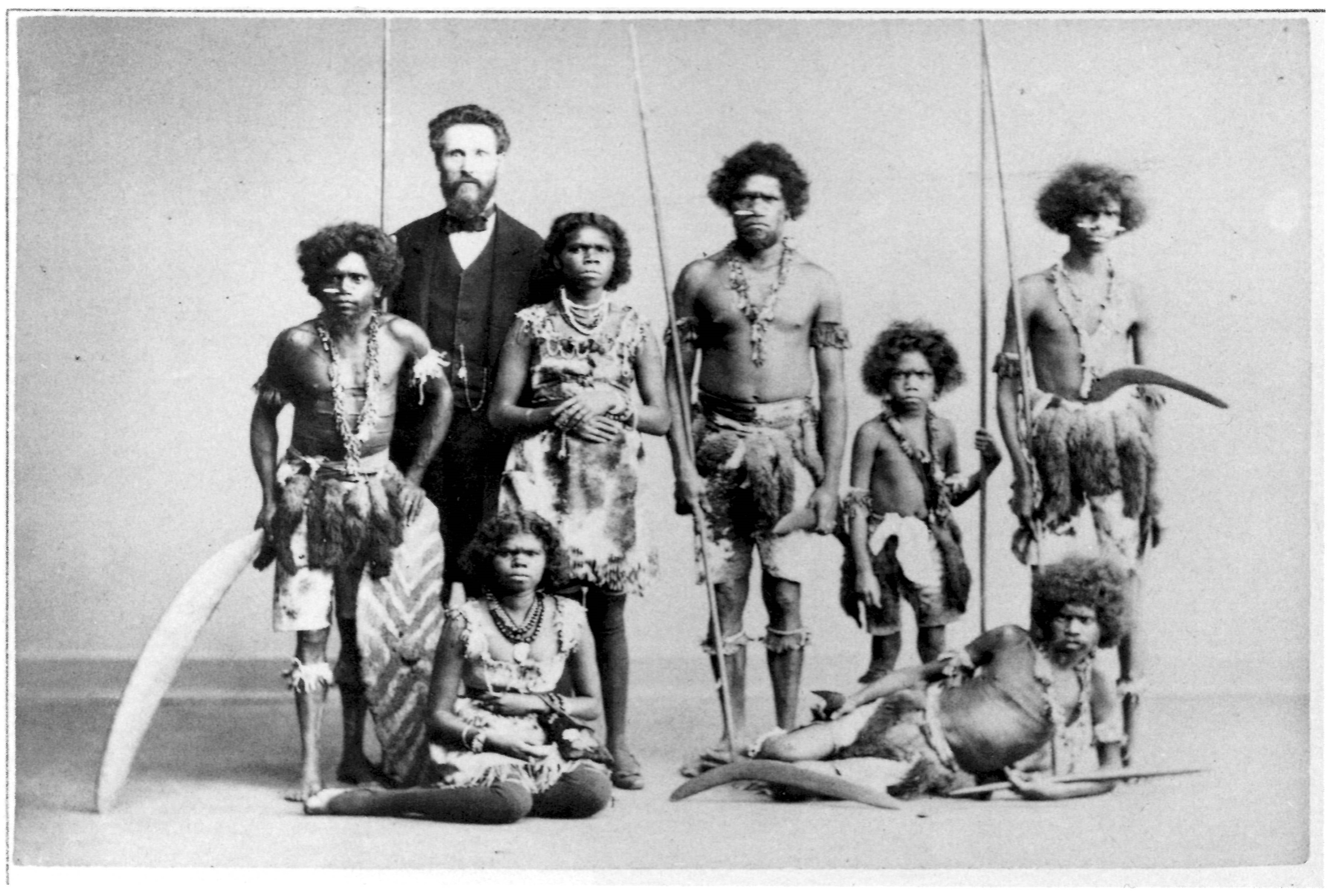
Cunningham mit der Gruppe von sieben „Aborigines“, Foto von Carl Günther, Berlin 1884

Cunningham kam im Juli 1879 erstmals nach Australien. Während seines Aufenthalts in Melbourne im November 1882 wurde er vom damals sehr bekannten amerikanischen Schausteller P. T. Barnum beauftragt, eine Gruppe von „Aborigines“ in die USA zu bringen. Im Januar 1883 entführte er (wie er später mehrfach selbst behauptete) eine Gruppe von neun „Aborigines“ von den Inseln Palm Island und Hinchinbrook Island im Norden Australiens.

Seine Völkerschau der „Aborigines“ reiste 1883 zunächst zusammen mit P. T. Barnums Ethnological Congress of Strange Savage Tribes durch zahlreiche Städte der USA, bei denen die „Aborigines“ als „Kannibalen“ auf der „niedrigsten Stufe der Menschheit“ stigmatisiert wurden. Unabhängig davon ließ Cunningham seine Gruppe auch in Vergnügungsstätten und Kuriositätenkabinetten aller Art auftreten. Im Februar 1884 verstarben Tambo und ein weiterer Darsteller, dessen Name unbekannt ist, in Cleveland an Infektionskrankheiten. Cunningham überließ Tambos Leichnam dem Besitzer des dortigen Dime-Museums, der ihn präparieren ließ und in einer Glasvitrine ausstellte. Die Vitrine wurde 1993 wiederentdeckt und Tambos Leichnam daraufhin nach Australien überführt und 1994 auf Palm Island bestattet. Nach dem Tod der beiden entschied sich Cunningham, die Völkerschau-Tournee in Europa fortzusetzen, wo die „Aborigines“ im April zuerst in London, anschließen in Brüssel und ab Juni in Köln und zahlreichen weiteren Städten des Deutschen Reichs zur Schau gestellt wurden. Von den dortigen Völkerschauen ist ein Programmheft überliefert, in dem sie wie folgt angekündigt wurden:

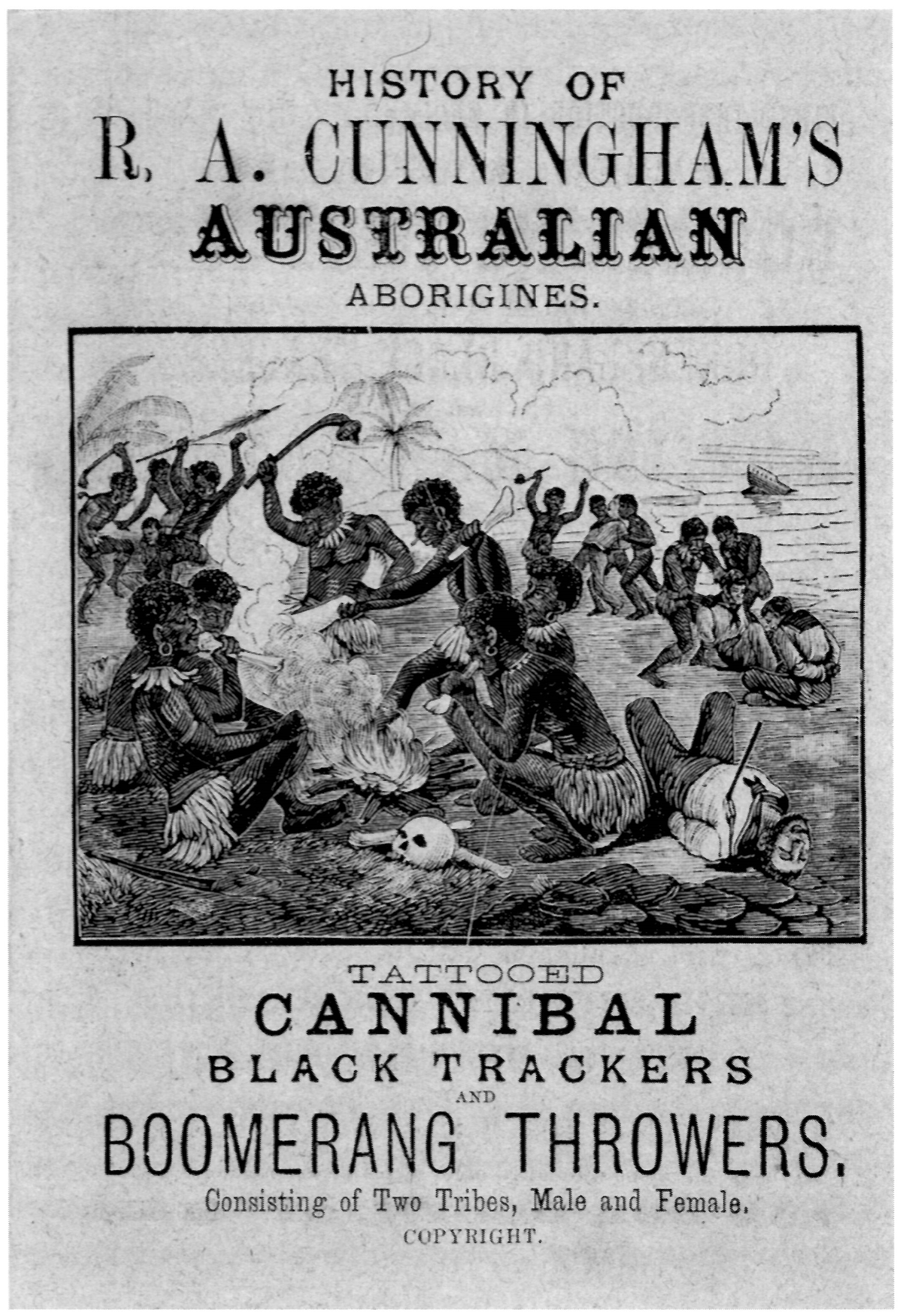
Titelseite der englischsprachigen Werbebroschüre zur Völkerschau von 1884 (National Archives, London) mit Kannibalismus-Szenen

„Australische Kannibalen und Kannibalinnen / Unter der Leitung von R.A. Cunningham / Die erste und einzige Kolonie dieser fremden, wilden, scheußlichen und brutalen Rasse, die je aus den fernen, unbekannten Weltgegenden gebracht wurde, wo sie sich ständig mit Kämpfen und blutigen Überfällen beschäftigen, um das Fleisch ihrer Feinde zu verschlingen / Die niedrigste Stufe  der Menschheit und ganz gewiss diejenige, die zu beobachten von allergrößtem Interesse für das Publikum ist.“

Die Rückseite des Programmheftes kündigte an:

„Der einzige Trupp jener wilden tückischen, uncivilisirten Menschen, welche furchtbare Narben an ihrem Körper, und Knochen sowie große Ringe durch Nase und Ohren als Schmuck tragen. Wirklich blutdürstige Ungeheuer in abschreckend häßlich menschlicher Gestalt, mit äußerst wenigen Verstandeskräften und geringem Sprachvermögen begabt. Niedrigststehende Menschengattung“

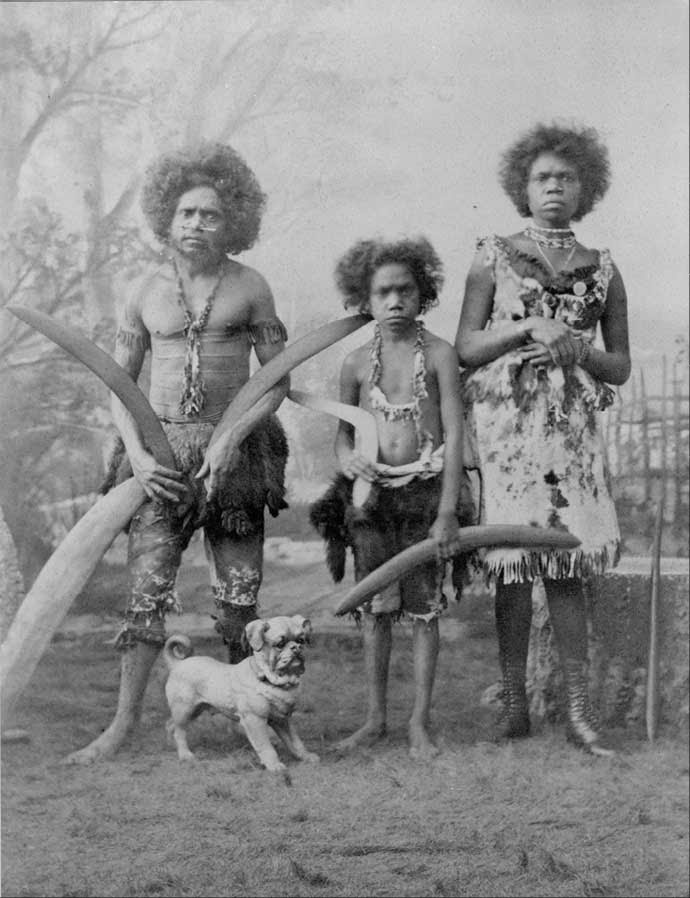
Gruppe der drei überlebenden „Aborigines“ 1885 in Paris; v. l. n. r.: Billy, Toby und Jenny

Während der mehr als ein Jahr dauernden Tournee durch Deutschland verstarben 1885 vier weitere Gruppenmitglieder ebenfalls an Infektionskrankheiten, unter ihnen auch Tagarah (auch Sussy genannt), die am 23. Juni 1885 in Sonnborn (heute zu Wuppertal) beigesetzt wurde. Cunningham setzte die Tournee mit den drei überlebenden „Aborigines“ in den folgenden drei Jahren durch eine Vielzahl europäischer Länder über Skandinavien, Russland und Südeuropa fort und brachte sie im April 1888 wahrscheinlich zurück nach Townsville.

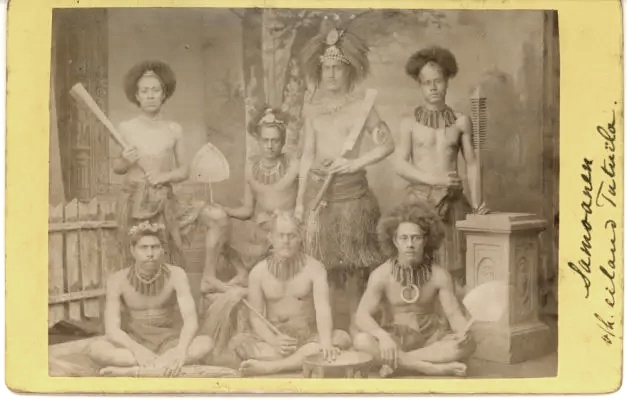
Ernst Thiele: Sieben Männer der Samoa-Völkerschau, ohne Ortsangabe, Foto von 1890

Ab 1889 organisierte er eine Völkerschau von zehn Samoanern. Da er die Gruppe auch im Winter mit unzureichender Kleidung präsentierte, starben fünf Mitglieder. Fünf der Überlebenden ließ Cunningham in New York zurück, wo ein Journalist der Zeitung New York World sie in einem desolaten Zustand auffand. Der Journalist begleitete sie auf Kosten des Staates New York und der Zeitung zurück in ihre Heimat. 1892 rekrutierte Cunningham erneut eine Gruppe von acht „Aborigines“, mit denen er wieder sowohl durch Nordamerika als auch in Europa tourte. Bei der zweiten, sechs Jahre dauernden Völkerschau der „Aborigines“ starben fünf Mitglieder der Gruppe. Bereits während der dritten Tournee kehrte Cunningham nach Kanada zurück und überließ die Gruppe seinem Geschäftspartner Frank Frost. In späteren Jahren versuchte er, Aufträge für den norwegischen Ethnologen Johan Adrian Jacobsen zu vermitteln, der Auftritte für Carl Hagenbeck organisierte.
In seinen letzten Lebensjahren arbeitete Cunningham auf verschiedenen Jahrmärkten in Kalifornien und Indiana noch als Kartenverkäufer und Kassierer bei Tiershows und Jahrmarktsattraktionen. Er starb 1907 in New York und wurde im kanadischen Huntingdon beerdigt.

## Zeitgenössische Beurteilung
R. A. Cunningham galt „übereinstimmend in allen Quellen als der Prototyp des schlechten, rücksichtslosen Völkerschau-Impresarios“, als „Menschenjäger“ und „Freak-Catcher“. Er selbst behauptete, die „Aborigines“ auf sein Schiff gelockt zu haben, um dann ohne ihr Einverständnis abzulegen. Carl Hagenbeck äußerte: „Dieser Cunningham ist ein großer Lump solch einem Kerl kann man nichts anvertrauen und muß nichts darauf geben was er sagt“. Der Direktor des Westfälischen Zoologischen Gartens Hermann Landois beschrieb Cunningham während des Aufenthaltes der „Aborigines“ in Münster im August 1885 in einem längeren Zeitungsartikel:

„Zum Schluß kann ich nicht umhin, den Impresario der schwarzen Gesellschaft, Mr. Cunningham, näher zu charakterisiren. Virchow, Kirchhoff und Andere — und wir haben uns diesen angeschlossen — konnten ihm das Zeugniß nicht vorenthalten, daß die von ihm vorgeführten Australneger zu den interessantesten ethnographischen Schaustellungen gehören. Im übrigen charakterisirt sich das Unternehmen als die vollendetste, roheste Sklavenhändlerei. Er brachte 8 Individuen mit sich nach Amerika und von da nach Europa; im Verlauf eines Jahres sind bereits 4 gestorben. Die Wilden betteln fortwährend, verkaufen Reklamebücher und Photogramme Tag für Tag und säckeln das Geld ein, dessen Werth sie schon ziemlich kennen. Aber in Kurzem wird der Eine nach dem Andern gestorben und Mr. Cunningham schließlich der einzig überlebende lachende Erbe sein. Der Impresario machte mir gegenüber auch gar kein Hehl daraus, daß er nicht im geringsten beabsichtige, die Wilden wieder in ihre Heimath zurückzuführen, vielmehr sie als Opfer seiner Geldgier bis zum letzten Athemzuge auszunutzen. In der Tracht eines englischen Reverend und die mit Rhinozeroshaut überzogene Stahlstange in der Hand glich er von Kopf bis zum Fuß einem Sklaventreiber. Der Mensch nährte sich nur von Kaffee, Bier, Branntwein und einigen Butterbröden täglich! Bei uns in der kleinen Provinzial-Hauptstadt heimste er in 6 Tagen 1459,20 Mark ein, von welchen ich ihm allerdings die Halfte für die Kasse unseres zoologischen Gartens abknöpfte; als Einnahmen in anderen größeren Städten wies sein Notizbuch tägliche Summen von 500 bis 600 Mark nach! So etwas konnte nur ein Schüler Barnum's ersinnen.“

## Forschungsstand
Obwohl sich nicht zweifelsfrei klären lässt, ob Cunningham seine Reise von Kalifornien zurück nach Townsville im April 1888 antrat, um  die überlebenden drei „Aborigines“ zurück in ihre Heimat zu bringen, gilt dies laut Roslyn Poignant als sehr wahrscheinlich. Insofern war die Einschätzung von Hermann Landois nicht ganz zutreffend. Poignant veröffentlichte 2004 eine umfassende, über zwei Jahrzehnte recherchierte Darstellung Professional Savages. Captive Lives and Western Spectacles über Cunningham und seine drei Völkerschau-Tourneen der „Aborigines“ und der Samoaner. Sie konnte aus dem Familienarchiv unter anderem ein umfangreiches Sammelalbum einsehen, in dem er Zeitungsartikel seiner Schauen aufbewahrt hatte.